# Chozrasčot
Chozrasčot (rusky хозрасчёт) byla v socialistické ekonomice metoda plánovitého vedení hospodářství v podnicích, která vyžadovala, aby náklady a výsledky výroby byly srovnávány v peněžní hodnotě, aby výdaje byly kryty z příjmů podniků, a aby byla zajištěna rentabilita výroby. Šlo o pokus aplikovat kapitalistický koncept zisku na plánované hospodářství socialistických zemí, zejména Sovětského svazu.
Chozrasčot je zkratka resp. akronym z ruského slovního spojení chozjajstvěnnyj rasčot, což v přesném překladu do češtiny znamená „hospodářský rozpočet“.